# 衣冠束帯

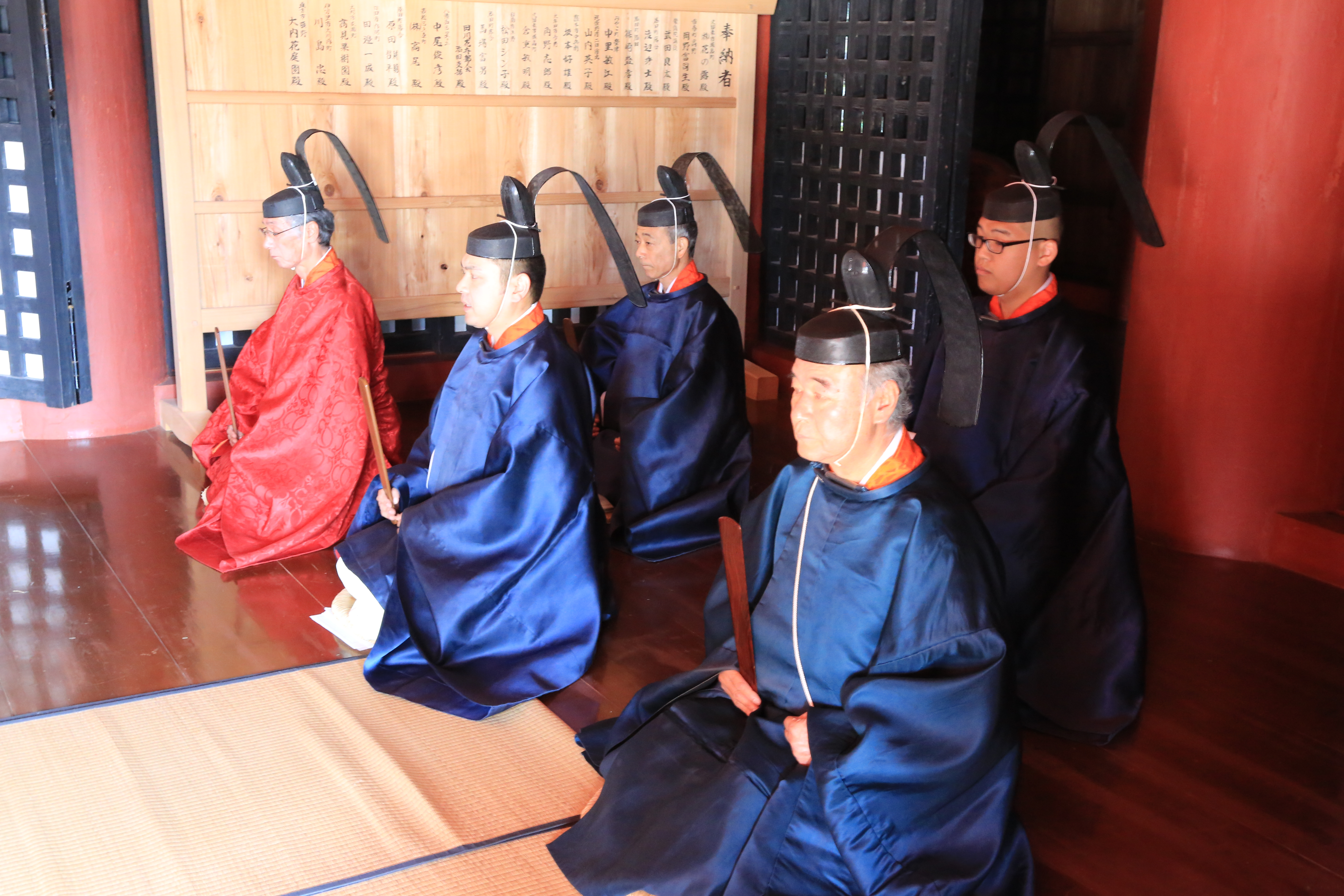
新嘗祭における衣冠束帯

衣冠束帯（いかんそくたい、古音：いくわんそくたい）とは、平安時代後期に生まれた日本の衣裳の名称の一つで、公家の正装をいう。

## 概要
衣冠（いかん、古音：いくわん）と束帯（そくたい）の複合語で、2つの違いが意識されなくなった江戸時代中期に民間で呼ばれ始めたというのが定説である。
しかし、歴史学者・鈴木敬三による1979年（昭和54年）の説によれば、平安時代末期以降、宮中での束帯の着用機会が減少し、衣冠や直衣（のうし、なおし、古訓：なほし）の着用が拡大した結果、参内（※さんだい。内裏に参上すること）するにあたって束帯の代用とする衣冠を指して「衣冠束帯（いくわんのそくたい、現代語音：いかんのそくたい）」、束帯の代用とする直衣を指して「直衣束帯（なほしのそくたい、現代語音：なおしのそくたい）」というようになったことに始まるという。もっとも、鈴木が論拠とする『明月記』（治承4年-嘉禎元年〈1180年-1235年〉）等の公家の日記にみられる「衣冠束帯」および「直衣束帯」の表記は、丁寧に解釈すると、それぞれに「衣冠や束帯（を着た者がいる）」「直衣や束帯（を着た者がいる）」という意味で用いられている場合もあるため、上記の説については厳密な検証が必要との反論もある。